# Алекс Ґарленд
Александер Медавар «Алекс» Ґарленд (нар. 26 травня 1970, Лондон) — англійський романіст, кінорежисер, сценарист і продюсер. Автор трьох літературних романів, найвідоміший з яких — «Пляж» (1996). З 2007 року працює виключно в кіноіндустрії: написав сценарії для франшизи «28 днів потому» (п'ять фільмів), зрежисував п'ять повнометражних фільмів і один мінісеріал. Номінант на премію «Оскар» за написання сценарію до свого режисерського дебюту «Ex Machina» (2014).

## Ранні роки
Алекс Ґарленд народився у Лондоні, Англія, у сім'ї психоаналітика Керолайн (уродженої Медавар) і політичного карикатуриста газети «The Daily Telegraph» Ніколаса Вітикомба Ґарленда. По материнській лінії він був онуком знаменитого зоолога сера Пітера Браяна Медавара (ліванські корені) і літераторки Джин Медавар. У 1986 році Алекс закінчив приватну школу «University College School» («Школа університетського коледжу») у селі Хампстед біля Лондона, у 1992 році — Манчестерський університет, де він вивчав історію мистецтв. Після університету намагався знайти себе: малював комікси, працював ілюстратором і журналістом-фрілансером, намагався писати.

## Кар'єра

### Кінематограф
У кіноіндустрії Алекс Ґарленд почав працювати після екранізації його роману «Тесеракт», де сценарій написали Оксид Пенґ і Патрік Ніт. Сюжет фільму змінений у порівнянні з романом, напевно тоді Алекс і вирішив сам контролювати знімальний, особливо якщо екранізують його власні книгу. Сам Алекс зазначив із цього приводу: «Я вважаю, що сам процес кіновиробництва є напруженішим, ніж роман у письмовій формі, але і веселішим».
Тему містики і фантастики Ґарленд продовжує у своїх кіносценаріях: «28 днів потому» (виданий також окремою книгою) оповідає про смертельний вірус, що передається через кров за лічені секунди і перетворює будь-яку живу істоту на кровожерного монстра. 2003-го року Ґарленда номінували як найкращого сценариста на 30-й церемонії «Сатурн» («The 30th Saturn Awards») — найбільшому кіноконвенті, присвяченому фільмам у жанрі наукової фантастики, фентезі й жахів.
Сценарій «Пекло» (англ. «Sunshine»), виданий книгою — розповідає про 2057 рік, коли Сонце гине і людство постає перед проблемою вимирання. Остання надія планети Земля пов'язана з космічним кораблем «Ікар-2», екіпаж якого складається з восьми чоловіків і жінок на чолі з капітаном Канеда. Землю скуто льодом і останньою надією на відродження є місія космічного корабля «Ікар-II», про політ якого і оповідає фільм. Завдання команди корабля полягає в тому, щоб, підійшовши до світила, запустити в нього гігантську бомбу (розміром із Манхеттен) з темної матерії і завдяки вибуху повторно запалити зірку, що згасає. Сам Ґарленд описав головну ідею сценарію так: «Він, в основному, про людей, що стоять перед неминучістю свого можливого зникнення».
«Ніколи не відпускай мене» (англ. «Never Let Me Go»), виданий книгою — це сценарій на основі однойменної антиутопії Кадзуо Ісігуро. Дія відбувається в антиутопічній Великій Британії кінця XX століття, в якій людей клонують заради органів для пересадки. Дітей тримають у спеціальних інтернатах, де їх навчають і виховують ізольовано від суспільства. Персонал інтернатів намагається довести, що у клонів також є душа, щоб покращити становище клонів, однак сценарій закінчується смертю головних героїв унаслідок видалення органів із них.
«Суддя Дредд» — історія про легендарного вуличного Суддю з майбутнього, котрий працює у постапокаліптичному Мега-сіті-1 і самовіддано бореться зі злочинністю. Разом із молодою напарницею Кассандрою Андерсон, яка має скласти Дреддові свій іспит на професійну придатність, Суддя виїжджає на чергове завдання. Пару Суддів замкнено усередині 200-поверхового хмарочоса, проти них виступає цілий бандитський клан Ма-Ми, однак ворога буде розбито, а перемога буде за Суддями. Сценарій написано за мотивами знаменитих британських коміксів антології «2000 AD».
Сценарій скасованого фільму «Halo» оповідав про міжзоряну війну між людством і теократичним альянсом чужих, відомих як ковенанти. Чужі, очолювані своїми релігійними лідерами, Пророками, і поклоняються стародавній цивілізації під назвою Предтечі; ця цивілізація загинула у бою з паразитарною формою життя, відомою як Повінь (Flood). Ця Повінь, яка поширюється через зараження розумного життя, захопила більшу частину галактики Чумацький Шлях. Свого часу Предтечі сконструювали супертехнологію, задуману як останній засіб для боротьби з Повінню. Використовуючи установку, відому під назвою Ковчег, вони побудували великі кільцеві Мегаспоруди, названі «Гало» (анг. «Halo»). Мережа Гало при активації мала би знищити все розумне життя в Галактиці, таким чином позбавивши Повінь їжі. Предтечі як могли, так затягували активацію цю мережу — і в останній момент запустили механізм і знищили самі себе.
Сценарій нереалізованого фільму «Утеча Лоґана» присвячено історії антиутопічному місту 23 століття. Після ядерної війни люди оселилися в містах, захищених від наземної радіації надгерметичними куполами. Все життя під куполом регулюється головним комп'ютером. Мешканці практично позбавлені будь-яких турбот, навіть дітей вирощують в інкубаторах. Сюжет розгортається у світі, де віковий поріг людини обмежено тридцятьма роками. Після досягнення ювілею, будь-яку людину піддають анігіляції; а тих, хто вирішував ховатися від влади, оголошують утікачами і вони стають об'єктом полювання для оперативників, Піщаних людей.
Фільм «Ex Machina» (2014), режисерський дебют Ґарленда, присвячено історії істоти зі штучним інтелектом. Молодого перспективного програміста наймають для проведення тесту Тьюрінґа (підтвердження штучного інтелекту). Інтелект виготовлено у формі чарівної дівчини на ім'я Ава. У ході тестування юнак закохується у машину і дізнається, що у разі успішного проходження тесту штучний мозок Ави буде використано для подальших досліджень, а її пам'ять — і особистість Ави — буде знищено. Юнак намагається допомогти дівчині, не очікуючи, що він сам стає частиною великого експерименту — тесту на людяність.
Після «Ex Machina» Ґарленд поставив ще чотири фільми, зокрема два воєнних — «Повстання Штатів» (2024) і «Бойові дії» (2025). У 2020 році вийшов його мінісеріал «Розроби».

## Особисте життя, вподобання
Алекс Ґарленд одружений з акторкою та режисеркою Паломою Баезою. У подружжя двоє дітей.
Улюблені письменники — Джеймс Баллард, Кадзуо Ісіґуро, Джером Девід Селінджер, Джеймс Фентон (поет), Ґрем Ґрін, Варлам Шаламов, Джон Ле Карре.
Улюблені музиканти — Бек Гансен, Раві Шанкар, «Röyksopp», Ніл Янг, Джилліан Велш, «Nirvana», «The Handsome Family», The Black Keys, "Solaris, Bonnie 'Prince' Billy… Для створення настрою під час написання романів слухає інструментальну групу «Lemon Jelly» із Лондона, а також багато інших: «Ben Folds Five», Джима Вайта, Біла Монро і інших авторів.

## Фільмографія

### Фільми
| Рік  | Назва                          | Оригінальна назва               | У якості                               |
| ---- | ------------------------------ | ------------------------------- | -------------------------------------- |
| 2002 | 28 днів потому                 | 28 Days Later                   | сценарист                              |
| 2007 | Пекло                          | Sunshine                        | сценарист                              |
| 2007 | 28 тижнів потому               | 28 Weeks Later                  | редактор сценарію, виконавчий продюсер |
| 2010 | Ніколи не відпускай мене       | Never Let Me Go                 | сценарист, виконавчий продюсер         |
| 2012 | Суддя Дредд                    | Dredd                           | сценарист, продюсер                    |
| 2014 | Ex Machina                     | Ex Machina                      | режисер, сценарист                     |
| 2018 | Анігіляція                     | Annihilation                    | режисер, сценарист                     |
| 2022 | Чоловічий рід                  | Men                             | режисер, сценарист                     |
| 2024 | Повстання Штатів               | Civil War                       | режисер, сценарист                     |
| 2025 | 28 років потому                | 28 Years Later                  | сценарист, продюсер                    |
| 2025 | Бойові дії                     | Warfare                         | режисер, сценарист                     |
| 2026 | 28 років потому: Кістяний храм | 28 Years Later: The Bone Temple | сценарист, продюсер                    |
| Н/Д  | Elden Ring                     | Elden Ring                      | режисер, сценарист                     |

### Телебачення
| Рік  | Назва   | Оригінальна назва | У якості                                                  |
| ---- | ------- | ----------------- | --------------------------------------------------------- |
| 2020 | Розроби | Devs              | керівник проєкту, режисер, сценарист, виконавчий продюсер |

## Відеоігри
| Рік  | Назва                        | Оригінальна назва             | У якості            |
| ---- | ---------------------------- | ----------------------------- | ------------------- |
| 2010 | Поневолений: Дорога на Захід | Enslaved: Odyssey to the West | співавтор сценарію  |
| 2013 | DmC: Devil May Cry           | DmC: Devil May Cry            | супервайзер історії |

## Номінації
- 2003 р.: Номіновано на премію «Сатурн» від «Академії наукової фантастики, фентезі і фільмів жахів», США — за найкращий сценарій до «28 днів потому»
- 2004 р.: Номіновано на премію «Chlotrudis» (незалежна неприбуткова організація «Chlotrudis Society for Independent Film») — найоригінальніший сценарій до «28 днів потому»

## Переклади українською
- Алекс Гарланд. Пляж / пер. з анг. Олеся Сандига. — К. : Нора-Друк, 2010. — 488 с. — ISBN 978-966-2961-50-8.
  - (перевидання) Алекс Ґарленд. Пляж / пер. з анг. Олеся Сандига. — К. : Рідна Мова, 2020. — 416 с. — ISBN 978-966-917-298-3.